# Nöstmo Halvar Halvarsson
Nöstmo Halvar Halvarsson, född 25 september 1852 i Malungs församling, Kopparbergs län, död 15 juli 1949 i Malungs församling, Kopparbergs län, var en svensk riksspelman och hornblåsare. Han deltog vid Zorns spelmanstävling i Gesunda 1906, Zorns spelmanstävling i Mora 1907 och Riksspelmansstämman på Skansen 1910.